# Vehículo de Apoyo de Cadenas
El Vehículo de Apoyo de Cadenas (VAC) será un transporte blindado de personal que entrará en servicio en el Ejército de Tierra español en sustitución del M113 TOA.
El VAC será un blindado fabricado por el consorcio TESS Defense, formado por cuatro empresas españolas: Santa Bárbara Sistemas, Indra, Sapa Placencia y Escribano Mechanical & Engineering. Ese mismo consorcio está fabricando los vehículos Dragón 8x8. Se busca una plataforma base común de nuevo diseño y hasta 10 versiones diferentes según necesidades del servicio.

## Desarrollo

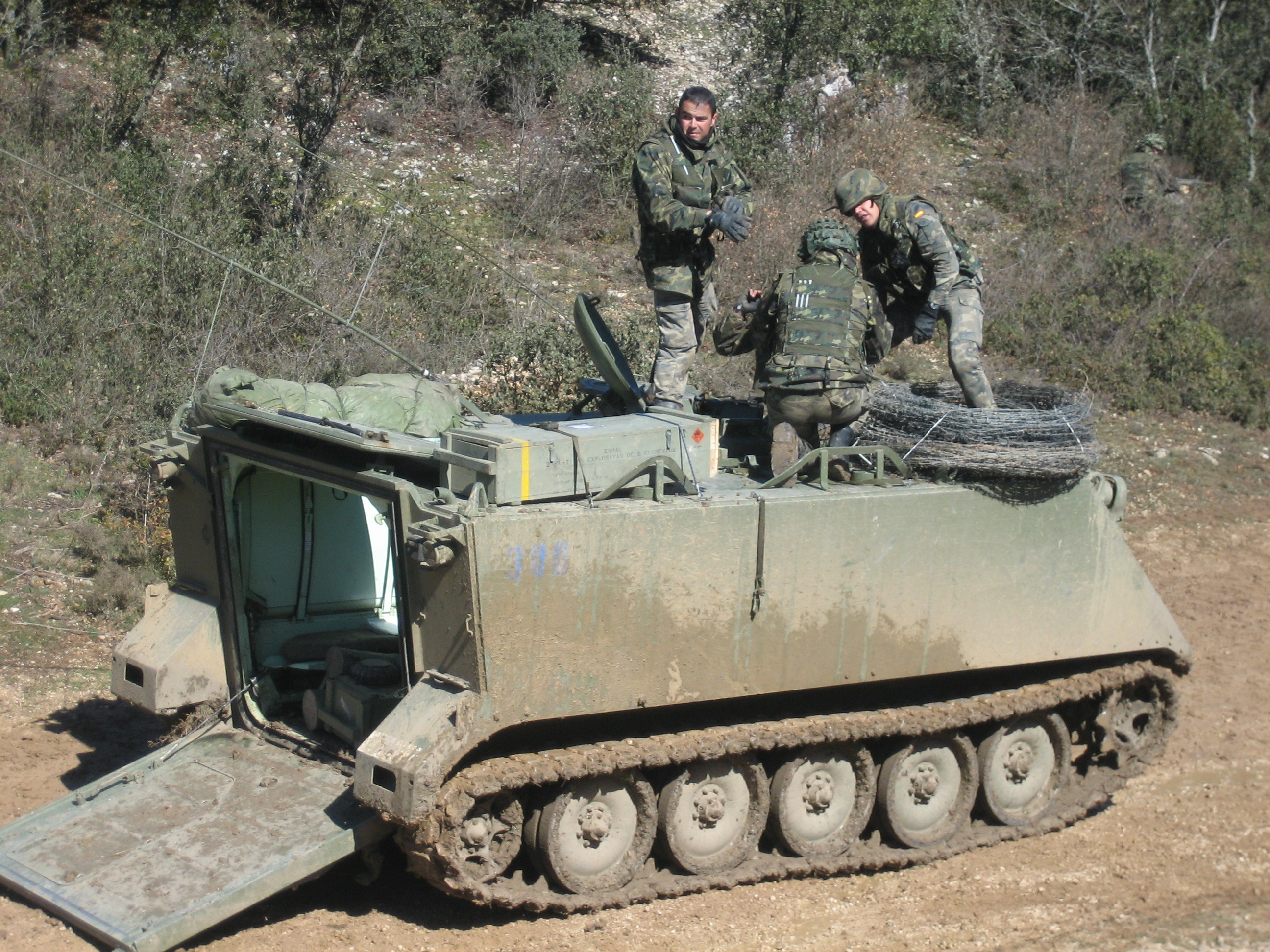
M-113 del Ejército de Tierra, año 2007.

El 22 de agosto de 2023 el gobierno español aprobó el lanzamiento de un contrato para la fabricación de 394 vehículos VAC 8x8 por casi 2.000 millones de euros.
Con este nuevo programa se busca sustituir los vehículos de Transporte Oruga Acorazado (TOA) M113, de 50 años de antigüedad. Se espera que ese reemplazo empiece como pronto en 2027 y finalice en 2035.
En diciembre de 2023 se firmó el contrato entre el Ministerio de Defensa español y el consorcio TESS Defense par la fabricación de los VAC.

## Diseño

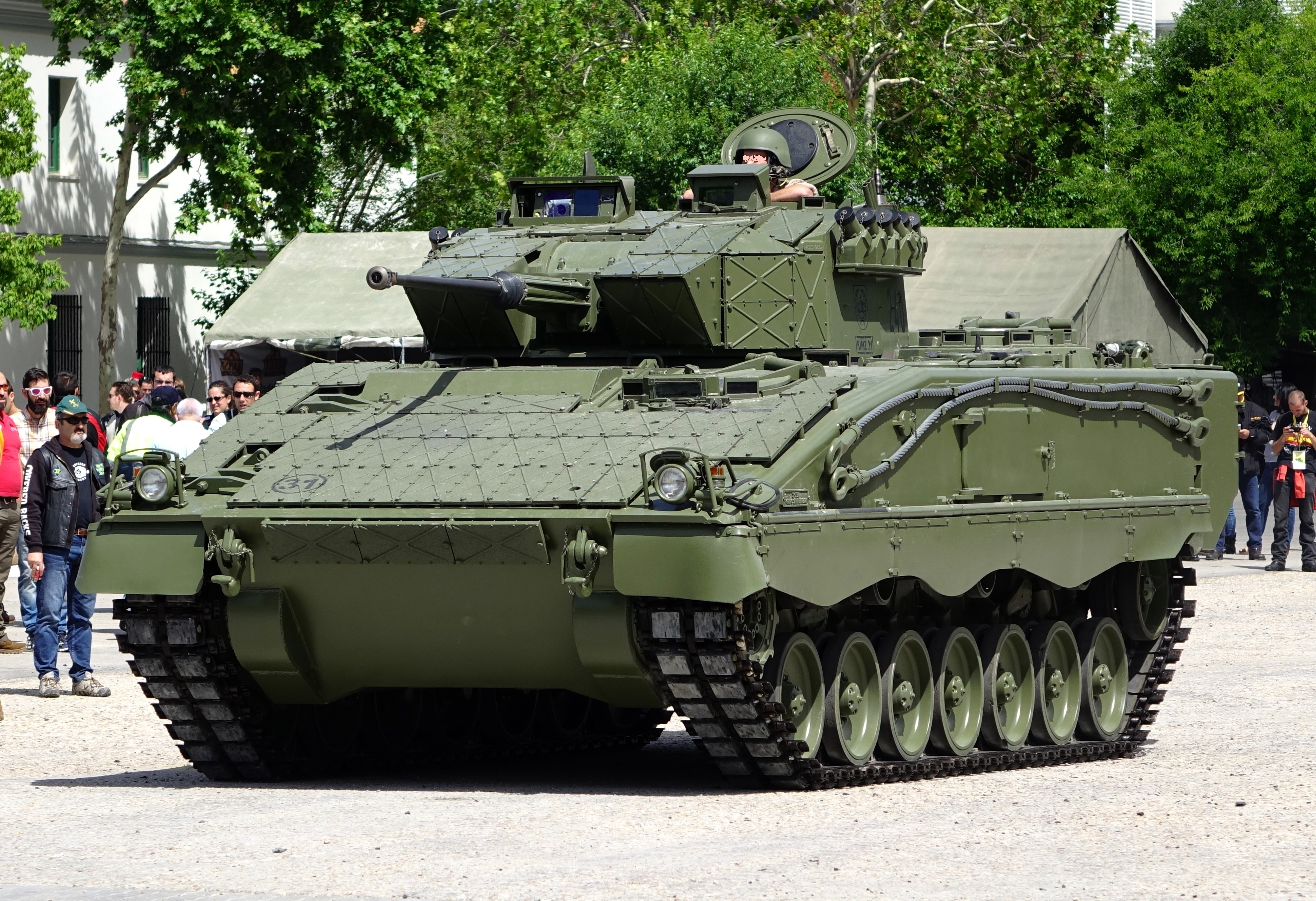
ASCOD Pizarro del Ejército de Tierra, año 2015.

El vehículo estará basado en la plataforma Ascod, la base del vehículo español Pizarro y el Ulan austriaco.
Sus principales características son:
- Entre 38 y 42 toneladas de peso según versión
- 8 metros de longitud
- 3 metros de anchura
- 2,4 metros de altura sin torre
- Tendrá protección balística y contraminas similar al VCR 8x8, alertador láser, sistema de ayuda a la conducción y sistema de conciencia situacional.
- Se contempla introducir nuevas tecnologías como el 5G, el mantenimiento predictivo y hasta cadenas de goma.
- tendrá protección contra minas, IED (artefactos explosivos improvisados) y proyectiles de cierto calibre y estará diseñado para acompañar a los vehículos de combate, de caballería e infantería.
- Tendrá distintas versiones: puesto de mando, transporte de personal, portamortero, contracarro, ambulancia, recuperación o carga.
- Está previsto que incorpore un sistema de protección activa.

### Listas relacionadas
- Anexo:Materiales del Ejército de Tierra de España
- Anexo:Vehículos blindados de combate por país